# Джузеппе Сарті
Джузеппе Са́рті (італ. Giuseppe Sarti; хрещений 1 грудня 1729, Фаенца — пом. 28 липня 1802, Берлін) — італійський композитор, диригент і педагог; почесний член Петербурзької академії наук з 1796 року.

## Біографія
Народився в італійському місті Фаенці (де і був хрещений 1 грудня 1729 року) в родині ювеліра і одночасно скрипаля-любителя. Початкову музичну освіту здобув у церковно-співочій школі, а надалі брав уроки у професійних музикантів (у Франческо Валлотті в Падуї і у знаменитого падре Мартіні в Болоньї). До 13 років вже непогано грав на клавішних інструментах, що дозволило йому обійняти посаду органіста в рідному місті.
З 1752 року почав працювати і в оперному театрі. Його перша опера — «Помпей в Вірменії» — пройшла з успіхом, а друга, написана для Венеції, — «Король-пастух» — зробила його відомим. 1753 року був запрошений в Копенгаген капельмейстером італійської оперної трупи і почав складати поряд з італійськими операми зінгшпілі данською мовою. За роки перебування в Копенгагені створив 24 опери.
1775 року, через борги, за вироком суду, покинув Данію. У 1775—1779 роках у Венеції був директором жіночої консерваторії. У 1779—1784 роках в Мілані був капельмейстером собору. Творчість композитора в цей період досягає європейської слави — його опери ставляться на сценах Відня, Парижа, Лондона (серед них — «Сільські ревнощі» — 1776, «Ахілл на Скірос» — 1779, «Двоє сваряться — третій радіє» — 1782).
З 1784 року, за запрошенням імператриці Катерини ІІ, прибув до Російській імперії, де став придворним капельмейстером. У 1786—1790 роках — на службі у Григорія Потьомкіна. Очолював його домашню капелу в Причорномор'ї; мав титул директора Катеринославської музичної академії.
Автор опер (у тому числі «Арміда та Рінальдо», 1785; «Андромеда», 1798), композицій для хору та оркестру, пісень.
Серед учнів — Л. Керубіні, А. Ведель, С. Давидов, Д. Кашин, С. Дегтярьов, Л. Гурильов, П. Турчанінов.
1801 року вийшов у відставку і вирушив до Італії, але помер по дорозі в Берліні 28 липня 1802 року.